# 马海工作委员会
马海工作委员会，是中華人民共和國青海省的县级行政区划。1956年设置，治今大柴旦行政委员会柴旦镇马海村。1964年撤销，併入冷湖鎮。